# شربت (فیلم)
شربت (انگلیسی: Syrup) فیلمی درام محصول سال ۲۰۱۳ آمریکا است که از بازیگران آن می‌توان به شایلو فرناندز و امبر هرد اشاره کرد.

## داستان
یک آدم بیکار به ایده ای میلیون دلاری دست پیدا می‌کند، ولی برای اینکه بتواند این ایده را به نتیجه برساند، اول باید به همکار جذابش کاملاً اعتماد کند.

## بازیگران
- امبر هرد در نقش ۶
- شایلو فرناندز در نقش اسکات
- کلان لاتز در نقش اسنیکی پیت
- بریتنی اسنو در نقش تری
- جاش پایس در نقش دیویدسون
- کیت نش در نقش بت
- ریچل درچ در نقش کلارک
- آدام لفور در نقش کشیش
- کریستوفر ایوان ولچ در نقش دیویس

## امتیاز
Rotten Tomatoes بر اساس نظرات ۸ منتقد، با میانگین امتیاز ۴/۱۰، امتیاز ۲۵٪ منتقد را به فیلم می‌دهد. en:Syrup (film)#cite note-5